# Das Dietmarsische Lügenmärchen
Das Dietmarsische Lügenmärchen ist eine Lügengeschichte (ATU 1935, 1930). Sie steht in den Kinder- und Hausmärchen der Brüder Grimm ab der 2. Auflage von 1819 an Stelle 159 (KHM 159), vorher an Stelle 68 des zweiten Bandes. Bis zur 2. Auflage schrieb sich der Titel Das Dietmarsische Lügen-Märchen.

## Inhalt
Der kurze Text erzählt unmögliche Begebenheiten: „Ich sah zwei gebratene Hühner fliegen, flogen schnell …“
Er endet (ab 6. Auflage): „Mache das Fenster auf, damit die Lügen hinausfliegen.“

## Herkunft

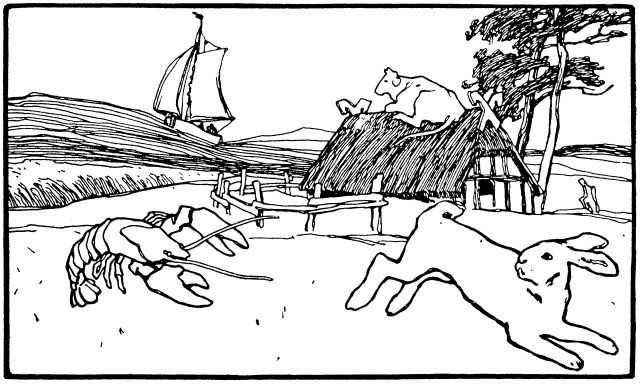
Illustration von Otto Ubbelohde, 1909

Der Text beruht (außer dem Schlusssatz) auf Anton Vieths plattdeutschem Tanzlied Ein ander dergleichen Lied (in Beschreibung und Geschichte des Landes Dithmarschen, 1733), mit wenigen Auslassungen übersetzt („by groten Hupen“ heißt haufenweise, nicht „über große Äcker“). Grimms Anmerkung nennt noch vergleichend: „Alterthumszeitung 1813 Nr. 6. S. 29“, eine Wiener Handschrift Nr. 428, St. 181, Kellers „Fastnachtspiele S. 93“ ff., Wolfs „Hausmärchen S. 422“, Müllenhoff „Nr. 32“, Meier Nr. 76 (Ein Lügen-Märchen), Pröhles Märchen für die Jugend Nr. 40, Kuhn und Schwarz Nr. 12.
Aus Grimms Märchen vergleiche KHM 138 Knoist un sine dre Sühne, KHM 158 Das Märchen vom Schlauraffenland. Vgl. Das Märchen vom wahren Lügner in Ludwig Bechsteins Deutsches Märchenbuch von 1845, Odenwälder Lügenmärchen in Johann Wilhelm Wolfs Deutsche Hausmärchen.

## Parodie
In Janoschs Parodie Das Ditmarsische Fliegenmärchen vollbringen zwei gebratene Fliegen große Taten. „Wenn das nicht gelogen ist, ist nichts gelogen, nur die Fliegen sind weggeflogen.“